# Borovac (zachód)
Borovac – wyspa znajdująca się 8,7 km na zachód od miasta Hvar, niecałe 100 m od wybrzeży wyspy Sveti Klement. Jej powierzchnia wynosi 2,17 ha a długość linii brzegowej 736 m. Wyspa należy do archipelagu Paklińskiego; w tym samym archipelagu, 6 km na wschód znajduje się jeszcze druga, większa wyspa o tej samej nazwie.